# Yamine Atchiba
Yamine Atchiba est un lutteur international franco-béninois, spécialiste de la lutte gréco-romaine. Il évolue au sein de l’équipe nationale du Bénin depuis 2025 et a remporté la médaille de bronze aux Championnats d’Afrique 2025 dans la catégorie des 72 kg. Il devient ainsi le premier lutteur béninois médaillé dans cette compétition.

## Biographie
Yamine Atchiba est né en 2001 à Paris, dans le 18e arrondissement. Il découvre la lutte à l’âge de 21 ans, en France. Rapidement, il rejoint le club Kafass Lutte Ivry, reconnu pour former des compétiteurs de haut niveau. Grâce à sa progression rapide et à ses performances, il obtient sa première sélection en équipe nationale du Bénin en 2025.

## Carrière sportive
En 2025, Yamine Atchiba participe aux Championnats d'Afrique de lutte à Casablanca. Il s’y distingue en décrochant la médaille de bronze dans la catégorie des 72 kg en lutte gréco-romaine. Cette performance historique permet au Bénin de figurer au classement des nations,.
Il est ensuite sélectionné par le CNOS-BEN pour représenter le pays lors des prochaines échéances internationales.
Au niveau national, il est classé parmi les meilleurs lutteurs de France dans sa catégorie. En 2025, il occupe la 5ᵉ place au classement fédéral français en gréco-romaine -72 kg.
Il est également **vice-champion de France FFL en grappling en 2023** et **vice-champion de France de jiu-jitsu brésilien FFL en 2024**.

## Profil et résultats
- Profil sur le site de la Fédération internationale United World Wrestling[7]
- Profil sur Smoothcomp, plateforme internationale de grappling[8]